# Toxocarpus kurzii
Toxocarpus kurzii är en oleanderväxtart som beskrevs av Joseph Dalton Hooker. Toxocarpus kurzii ingår i släktet Toxocarpus och familjen oleanderväxter. Inga underarter finns listade i Catalogue of Life.